# Tasmaanse goudlijster
De Tasmaanse goudlijster (Zoothera lunulata) is een zangvogel uit de familie Turdidae (lijsters).

## Verspreiding en leefgebied
Deze soort is endemisch in Australië en telt 3 ondersoorten:
- Z. l. cuneata: noordoostelijk Australië.
- Z. l. lunulata: zuidoostelijk Australië, Tasmanië en de eilanden in de Straat Bass.
- Z. l. halmaturina: zuidelijk Australië en Kangaroo Island.